# Retes de Llanteno
Retes de Llanteno es un concejo del municipio de Ayala, en la provincia de Álava.

## Historia
Hacia mediados del siglo XIX, el lugar, ya por entonces perteneciente a Ayala, tenía contabilizada una población de 107 habitantes. Aparece descrito en el decimotercer volumen del Diccionario geográfico-estadístico-histórico de España y sus posesiones de Ultramar de Pascual Madoz con las siguientes palabras:

RETES DE LLANTENO: l. del ayunt. de Ayala, en la prov. de Alava (á Vitoria 9 leg.), part. jud. de Amurrio (3), aud. terr. de Búrgos (20), c. g. de las Provincias Vascongadas, dióc. de Calahorra (27). sit. en un pais desigual; clima templado; reinan los vientos N. y O., y se padecen constipados. Tiene 26 casas diseminadas en los barrios de Retes de Suso Axpuru, Palomar, Capo-hiza, El Puente, Repilla, Urtiaga y la Tejera; escuela de primera educacion para ambos sexos, frecuentada por 18 ó 20 alumnos y dotada con 400 rs.; igl. parr. (San Andrés Apóstol) servida por un beneficiado de patronato del conde de Ayala; una ermita (la Magdalena), y para el abastro del vecindario varias fuentes en diferentes puntos. El térm. confina N. Costera; E. Beotegui; S. Erbi, y O. Sojo. El terreno es de mediana calidad; le atraviesa el r. que viene del valle de Angulo, y tiene un puente para la comunicacion de unos barrios á otros. caminos: los que conducen á los pueblos limítrofes, en mediano estado. El correo se recibe de Arciniega por balijero los martes, jueves y sábados, y se despacha los miércoles, viernes y domingos. prod.: trigo, maiz, patatas y toda clase de legumbres y hortaliza; cria de toda clase de ganado; caza de liebres, perdices, zorros, garduñas y corzos; pesca de truchas, anguilas, barbos y bermejuelas. ind.: ademas de la agricultura y ganadería, hay dos grandiosos molinos harineros, uno con dos piedras y el otro con una. pobl.: 21 vec., 107 alm. riqueza y contr.: (V. Alava intendencia).
(Madoz, 1849, p. 427)

En 2022, tenía empadronados 57 habitantes.

## Demografía
| Gráfica de evolución demográfica de Retes de Llanteno entre 2000 y 2017 |
|                                                                         |
| Población de derecho según los censos de población del INE.             |

## Patrimonio
Hay en el concejo una iglesia de San Andrés Apóstol y una ermita de la Magdalena.